# 伊瓦尼奇 (科斯托皮爾區)
50°53′26″N 26°21′56″E / 50.89056°N 26.36556°E
伊瓦尼奇（烏克蘭語：Іваничі），是烏克蘭西北部的村莊，隸屬里夫內州的里夫內區。該村始建於1629年，面積0.86平方公里，海拔高度185米，2001年人口574，人口密度每平方公里667.4人。